# Legumin
Legumine (auch Pflanzenkäsestoffe genannt) sind Proteine, die vorwiegend in Gemüsen vorkommen, insbesondere in Hülsenfrüchten wie Linsen, Bohnen und Erbsen.
Legumine stehen chemisch dem Casein nahe.